# القواعد الوراقية (أفلح الشام)

تعديل مصدري - تعديل

القواعد الوراقية هي إحدى قرى عزلة بني الحارث بمديرية أفلح الشام التابعة لمحافظة حجة، بلغ تعداد سكانها 177 نسمة حسب تعداد اليمن لعام 2004.